# Henri Justel
Henri Justel est un érudit français né à Sedan en 1619, mort à Londres le 24 septembre 1693.

## Biographie
Fils du savant canoniste protestant Christophe Justel (1580-1649) et de sa femme Olympe Delorme (morte en 1674), il est leur seul fils qui survécut à son père, et il lui succéda dans sa charge de secrétaire du roi. 
Henri Justel s’est marié en 1676. De ce mariage tardif est née d'abord Olympe (née vers octobre 1677), décédée juste avant le départ de son père et inhumée le 17 mars 1681. Puis Henry, devenu chapelain du duc de Montagu en 1721, marié avec Charlotte de La Croix, mort en Angleterre en 1729.

### Le cercle de Justel
Possesseur d'une riche bibliothèque, avec notamment des manuscrits précieux hérités de son père, il fut à partir des années 1660 une figure éminente du monde cosmopolite des savants européens. 
Il a organisé des réunions régulières (plusieurs fois par semaine) dans son domicile parisien, 22 rue Monsieur-le-Prince, à partir de 1664. Le cercle de Justel était proche de l'hôtel de Condé où se réunissait l'académie Bourdelot. 
« On a vu chez lui Locke, Leiniz, Christian Huygens, tous les grands noms de la science et de la philosophie à cette époque (...) Ce cercle (...) de beaucoup le plus important de Paris (...) est vraiment le centre de l'activité intellectuelle ». Il met sa bibliothèque à la disposition des savants, et entretient une correspondance avec de nombreuses personnalités, notamment des pays protestants comme Henry Oldenburg, avec qui ses échanges épistolaires commencent fin 1663, Christian Huygens et parmi les Français, Balthasar de Monconys, Melchisédech Thévenot, Pierre Petit, Adrien Auzout, Pierre-Daniel Huet, Jean Baptiste Denis, auxquels il faut ajouter à ces hôtes, Pierre Bayle, Moyse Charas, Nicolas Boileau, Denis Papin. Dans l'« éloge de M. Lémery », Fontenelle précise que Nicolas Lémery participait aux assemblées de l'académie Bourdelot et du cercle de Justel. En bons termes avec de nombreux savants catholiques, il eut le projet, qui ne put aboutir, d'une traduction œcuménique de la Bible. 
Gottfried Wilhelm Leibniz tenait Henri Justel en haute estime et resta en correspondance avec lui. John Locke a passé plus de deux ans à Paris, dans les années 1677-1679, à son retour de son séjour à Montpellier, et a fréquenté assidûment son cercle à Paris. Il s'est alors lié durablement avec Nicolas Toinard (ou Thoynard), catholique, qui avait la même passion pour la chronologie biblique que lui. Il a rencontré le philosophe et voyageur François Bernier, disciple et ami de Pierre Gassendi, qui l'a intéressé aux voyages dans les pays orientaux et lui a fait connaître son opposition aux idées de René Descartes. En 1683, après la disgrâce du comte de Shaftesbury, John Locke s'est exilé en Hollande où il est resté jusqu'en 1689. Locke y a repris ses contacts avec les philosophes français réfugiés aux Pays-Bas comme Pierre Bayle et Jean Le Clerc. 
En 1675, il a fait don de trois manuscrits anciens très précieux en onciales du VIIe siècle contenant des actes du concile d'Éphèse à la Bibliothèque Bodléienne, en reconnaissance de quoi il reçut le grade de Doctor of Civil Law de l'Université d'Oxford le 23 juin 1675. 
Attaché à la religion protestante, il n'en était pas moins en mauvais rapports avec les pasteurs de Charenton, qui lui reprochaient entre autres sa trop grande proximité avec des personnalités catholiques.

### Installation en Angleterre
Selon le témoignage de son ami le théologien anglais George Hickes, il eut tôt le pressentiment d'une prochaine révocation de l'Édit de Nantes. En 1681, il vendit sa bibliothèque dans des termes avantageux et passa en Angleterre. La même année Christian Huygens quitte la France et Louis XIV fait fermer l'Académie de Sedan.
Il a été nommé inspecteur des manuscrits de la Bibliothèque royale de Saint-James (le 3 décembre), poste qu'il conserva jusqu'à sa mort (y compris sous le catholique Jacques II). Richard Bentley lui a succédé.
Sur la proposition de Sir Christopher Wren, il est reçu à l'unanimité fellow de la Royal Society. 
Il s'est fait naturaliser Anglais, à Westminster, le 13 mars 1693. Il est mort de la maladie de la pierre peu après et serait enterré au cimetière d'Eton.

## Publications
Il publia avec Guillaume Voël (théologien de la Sorbonne) une Bibliotheca juris canonici veteris in duos tomos distributa (Paris, Louis Billaine, 1661, 2 vol. in-folio), qui est formée de l'ensemble des documents rassemblés par son père sur l'histoire ancienne du droit canon. 
Il édita aussi un Recueil de divers voyages faits en Afrique et en l'Amérique, qui n'ont point été encore publiés, contenant l'origine, les mœurs, les coutumes et le commerce des habitants de ces deux parties du monde, avec des traits curieux touchant la haute Éthiopie, le débordement du Nil, la Mer Rouge, et le Prêtre Jean, &c.

## Famille
- Christophe Justel (1580-1649)[10], son père, conseiller secrétaire du roi, marié à Olympe de Lorme († 23 août 1674), fille de Thomas, seigneur de Lorme et de Clairbois, et de Uranie ou Marie Le Jay, elle-même fille de Nicolas Le Jay[11], maître des Comptes,
  - Henri Justel, ci-dessus, père de :
    - Olympe, née vers octobre 1677, inhumée le 17 mars 1681,
    - Henry Justel (mort en 1729),
      - 3 filles

  - Frédéric Justel, baptisé à Sedan le 14 novembre 1621[12],
  - Uranie (1) Justel, baptisée à Sedan le 17 novembre 1622[12],
  - Thomas Justel, baptisé à Sedan le 2 février 1625, inhumé dans la paroisse de Paris le 26 juillet 1625[13].
  - Uranie Justel, deuxième du nom, née le 1er mai 1631[12], peut-être celle qui épousa à Paris, par contrat du 20 mars 1665, Antoine de Brunel, sieur de Saint-Maurice (Saint-Maurice-en-Trièves, Isère)[14].
  - Jacques Justel, mort jeune, enterré le 8 juillet 1643[12].